# Ouzouer-sur-Loire

Ouzouer-sur-Loire este o comună în departamentul Loiret din centrul Franței. În 1 ianuarie 2022 avea o populație de 2.560 de locuitori.